# كايلي باكس
كايلي باكس (من مواليد 5 يناير 1975) عارضة أزياء وممثلة مولودة في نيوزيلندا. ظهرت على أغلفة المجلات الدولية ، بما في ذلك فوغ وماري كلير. في العمل والأفلام الكوميدية.

## الروابط الخارجية
- كايلي باكس على موقع IMDb (الإنجليزية)
- كايلي باكس على موقع قاعدة بيانات الفيلم (الإنجليزية)
- كايلي باكس على موقع دليل عارضات الأزياء (الإنجليزية)